# Lâu đài Raseborg

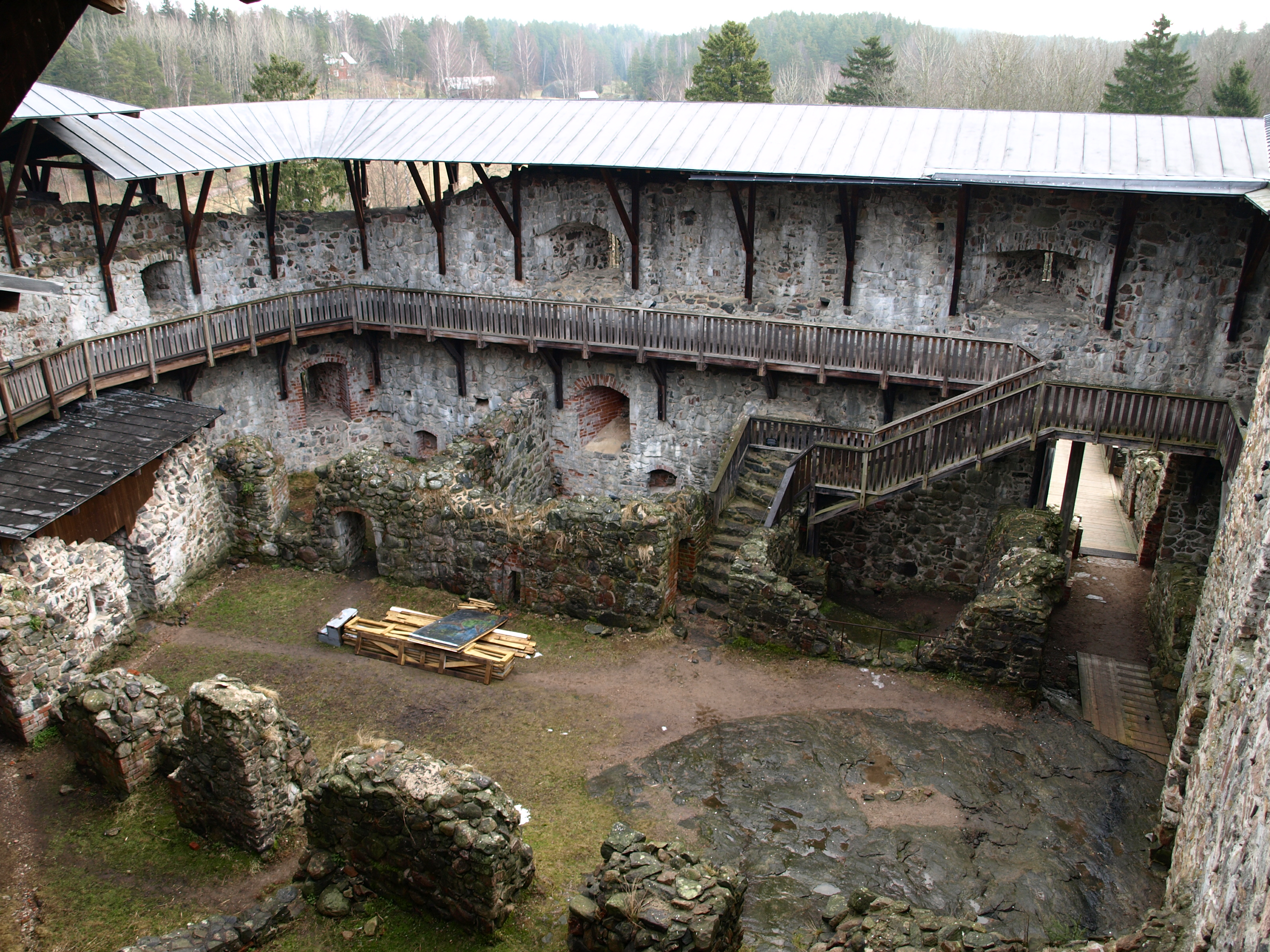
Quang cảnh bên trong

Lâu đài Raseborg ( tiếng Thụy Điển: Raseborgs slott, tiếng Phần Lan: Raaseporin linna), là một lâu đài thời trung cổ nằm ở Raseborg, Phần Lan. Nơi đây từng được sử dụng trong giai đoạn từ những năm 1370 đến 1553. Ngày nay, di tích được mở cửa cho công chúng vào mùa hè và là nơi tổ chức Sân khấu kịch Mùa hè Raseborg hàng năm.

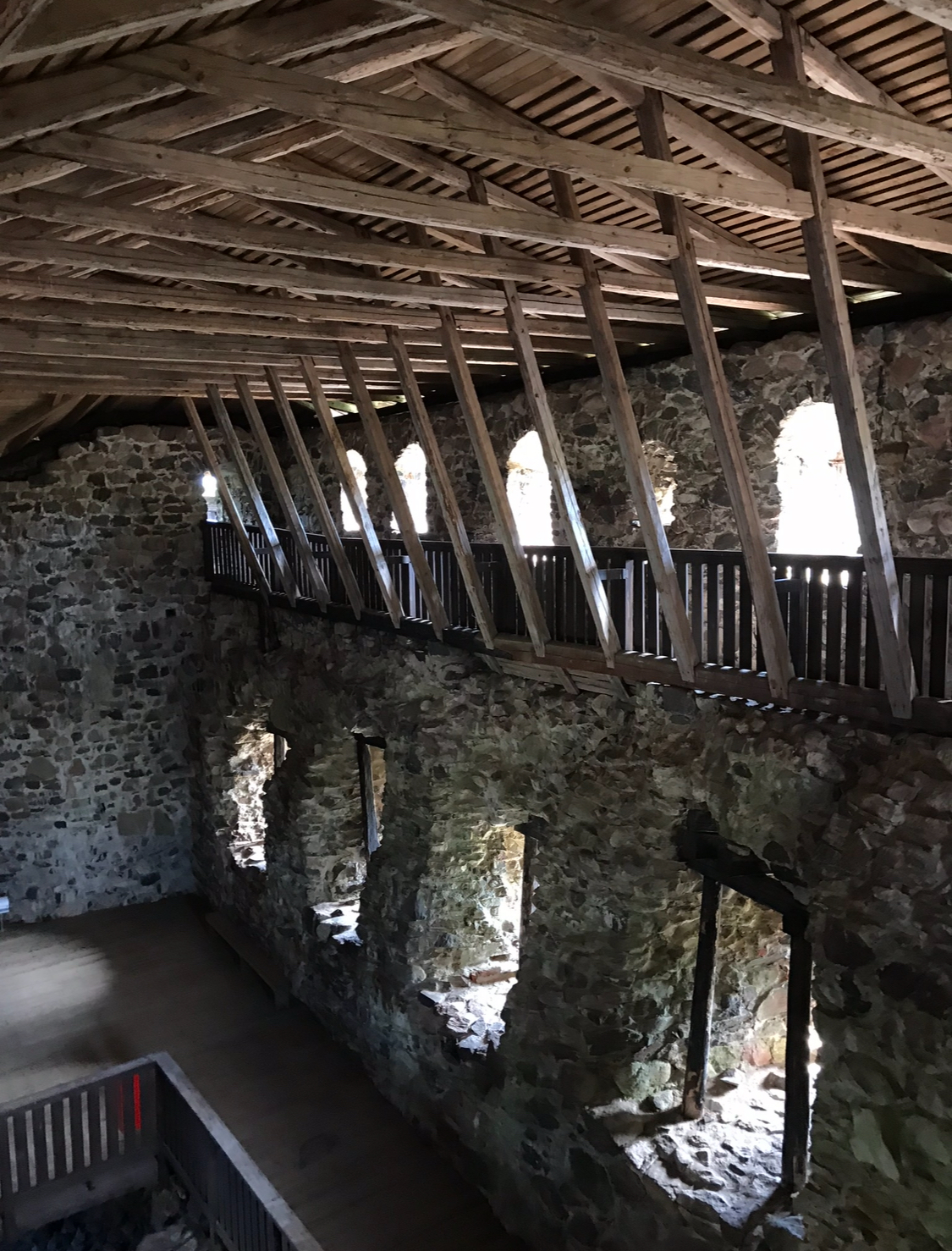
Mái nhà trên tàn tích của lâu đài.